# Loi sur la propriété des terres cultivées en permanence
 (septembre 2024).
La mise en forme du texte ne suit pas les recommandations de Wikipédia : il faut le « wikifier ».
Les points d'amélioration suivants sont les cas les plus fréquents. Le détail des points à revoir est peut-être précisé sur la page de discussion.
- Les titres sont pré-formatés par le logiciel. Ils ne sont ni en capitales, ni en gras.
- Le texte ne doit pas être écrit en capitales (les noms de famille non plus), ni en gras, ni en italique, ni en « petit »…
- Le gras n'est utilisé que pour surligner le titre de l'article dans l'introduction, une seule fois.
- L'italique est rarement utilisé : mots en langue étrangère, titres d'œuvres, noms de bateaux, etc.
- Les citations ne sont pas en italique mais en corps de texte normal. Elles sont entourées par des guillemets français : « et ».
- Les listes à puces sont à éviter, des paragraphes rédigés étant largement préférés. Les tableaux sont à réserver à la présentation de données structurées (résultats, etc.).
- Les appels de note de bas de page (petits chiffres en exposant, introduits par l'outil «  Source ») sont à placer entre la fin de phrase et le point final[comme ça].
- Les liens internes (vers d'autres articles de Wikipédia) sont à choisir avec parcimonie. Créez des liens vers des articles approfondissant le sujet. Les termes génériques sans rapport avec le sujet sont à éviter, ainsi que les répétitions de liens vers un même terme.
- Les liens externes sont à placer uniquement dans une section « Liens externes », à la fin de l'article. Ces liens sont à choisir avec parcimonie suivant les règles définies. Si un lien sert de source à l'article, son insertion dans le texte est à faire par les notes de bas de page.
- La présentation des références doit suivre les conventions bibliographiques. Il est recommandé d'utiliser les modèles {{Ouvrage}}, {{Chapitre}}, {{Article}}, {{Lien web}} et/ou {{Bibliographie}}. Le mode d'édition visuel peut mettre en forme automatiquement les références.
- Insérer une infobox (cadre d'informations à droite) n'est pas obligatoire pour parachever la mise en page.

Pour une aide détaillée, merci de consulter Aide:Wikification.
Si vous pensez que ces points ont été résolus, vous pouvez retirer ce bandeau et améliorer la mise en forme d'un autre article.
 (septembre 2024).
La Loi sur la propriété des terres cultivées en permanence était un décret impérial émis le 27 mai 743 (23 juin 743) sous le règne de l'empereur Shomu, au milieu de la période Nara. Cette loi autorise le droit de cultiver des rizières (riz nouvellement cultivé) par soi-même, permettant ainsi de les transformer en propriété privée de façon permanente.
La Loi sur la propriété des terres cultivées en permanence, également connue sous le nom de Loi sur la propriété privée des terres cultivées en permanence ou Décret sur la propriété privée perpétuelle, est une législation qui a constitué la base de l'émergence des domaines féodaux.
Cependant, le système civil foncier public va s'effondrer.

## Contenu
La loi a abrogé le délai de réquisition prévu par la loi des trois générations, permettant ainsi aux terres cultivées d'être considérées comme propriété privée de manière permanente.les restrictions suivantes ont été établies.
- S'applique aux nouvelles terres cultivées, tandis que les terres déjà cultivées continuent de se conformer à la loi sur la distribution des terres.
- La superficie pouvant être possédée en tant que propriété privée est déterminée en fonction du rang, allant de 10 à 500 mètre carré.
- L'autorisation du gouverneur provincial est nécessaire[3].
- La mise en culture doit être achevée dans les trois ans suivant l'autorisation du gouverneur provincial[3](il existe une opinion selon laquelle le travail doit commencer dans les trois ans).
- Cela ne doit pas nuire aux paysans.